# 1346 Gotha
1346 Gotha este un asteroid din centura principală, descoperit pe 5 februarie 1929, de Karl Reinmuth.